# 프리베이직
프리베이직(FreeBASIC)은 마이크로소프트 윈도우, 보호 모드 MS-DOS(도스 확장자), 리눅스, FreeBSD, 엑스박스용으로 GNU GPL 하에 라이선스되는 베이직 기반 자유-오픈 소스 멀티플랫폼 컴파일러이자 프로그래밍 언어이다. 엑스박스 버전은 더 이상 유지보수되지 않는다.
공식 웹사이트에 따르면 프리베이직은 퀵베이직(QB)으로 개발된 프로그램과의 문법 호환성을 제공한다. 그러나 퀵베이직과 달리 프리베이직은 사용자가 외부 통합 개발 환경(IDE)을 설치하지 않는 한 명령 줄 전용 컴파일러만 제공한다. 프리베이직용으로 특화되어 개발된 IDE로는 FBide와 FbEdit이 있으나 더 그래픽컬한 옵션으로는 WinFBE 스위트와 ㄹVisualFBEditor가 있다.

## 예시 코드
```
Print
 
"Hello, World!"

sleep:
end
 
'Comment, prevents the program window from closing instantly

```